# EAD-Kabel

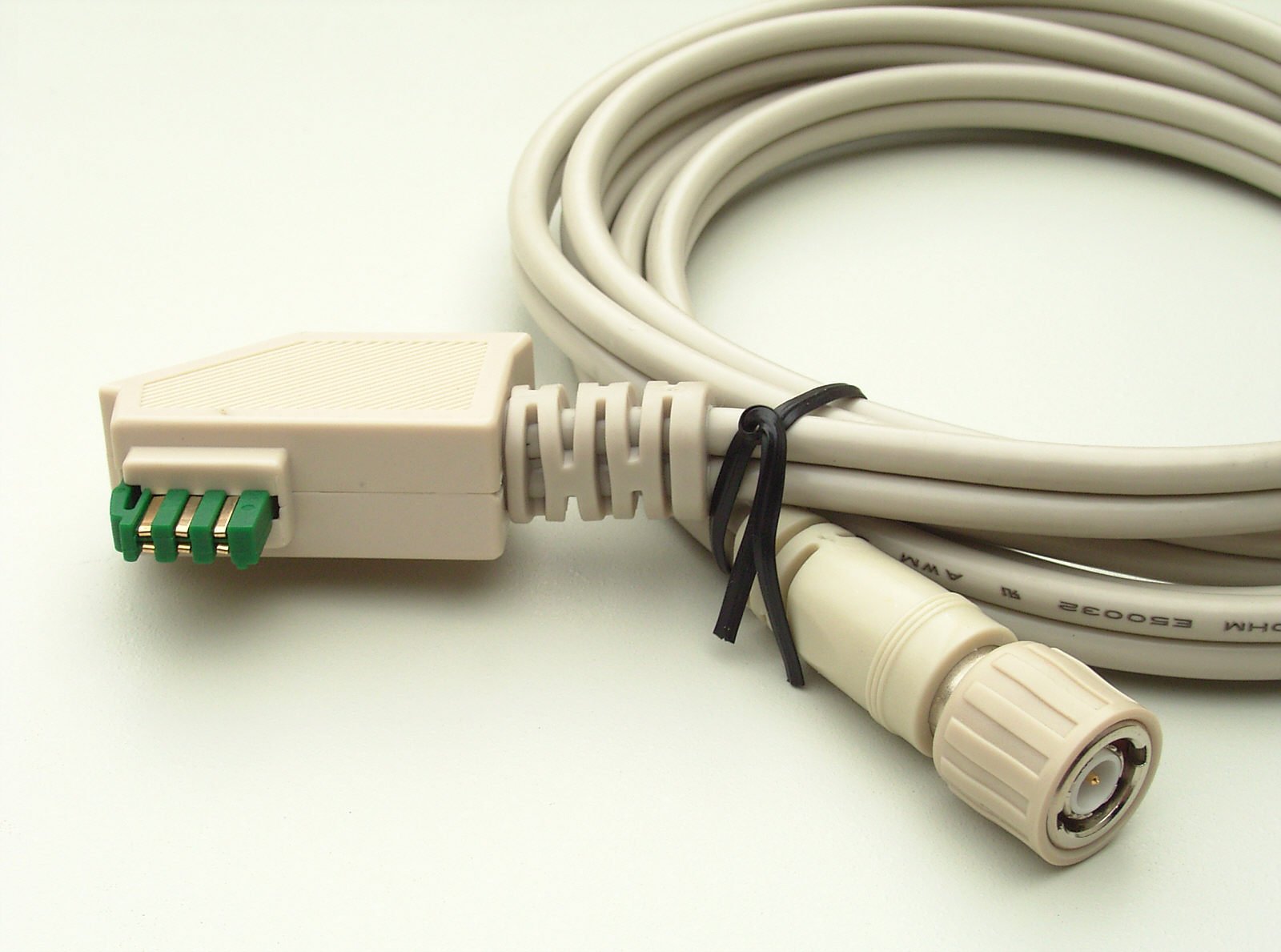
EAD-Kabel

Ein  EAD-Kabel ist ein Verbindungskabel, um in Computernetzwerken in Koaxialtechnik (10BASE2) einen Rechner mit einer passenden Ethernet-Anschlussdose (EAD) zu verbinden.
Obwohl das EAD-Kabel äußerlich wie eine einfache Verbindung aussieht, arbeitet es wie ein T-Stück; es besteht tatsächlich aus zwei Koaxialkabeln und bildet somit eine Schleife. Dadurch wird die Kabellänge des Netzwerksegments mit jedem eingestöpselten EAD-Kabel um die doppelte Länge des Kabels verlängert.
An die meisten EADs können mittels dieser Kabel jeweils zwei Rechner angeschlossen werden. Beim Einstecken erfolgt nur eine sehr kurze Unterbrechung des Netzwerksegments, so dass dadurch im Gegensatz zur Verwendung von T-Stücken auch im laufenden Betrieb normalerweise keine Störungen auftreten.
Seit ca. den 2000er Jahren werden Netzwerkinstallationen fast ausschließlich in Twisted-Pair-Technik ausgeführt, bestehende Installationen in Koaxialtechnik wurden größtenteils umgerüstet, so dass dem EAD-Kabel heute nur noch geringe Bedeutung zukommt.

## Falsches Wort „BNC-Kabel“
Der Begriff „BNC-Kabel“ wird oft irrtümlich benutzt, um Ethernetkabel mit BNC-Steckern zu bezeichnen.
BNC heißt aber nur der runde Stecker, das Kabel ist ein je nach Anwendung unterschiedliches Koaxialkabel (z. B. RG-58 bei Ethernet mit 50 Ω Widerstand, RG-59 als Video/Antennenkabel mit 75 Ω oder als RG-62 mit 93 Ω bei ARCNet).
Der grob rechteckige Stecker für die Wandbuchse ist ein TAE-Stecker in der Kodierung „E“.